# Liste des inspecteurs généraux de l'armée américaine

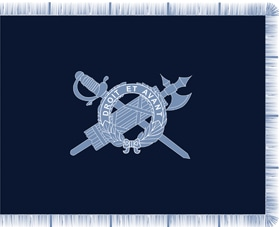
Drapeau de l'inspecteur général.

L'inspecteur général de l'armée américaine (en anglais: Inspector General of the United States Army) a pour mission de "fournir à l'Armée (US Army) des conseils et un contrôle impartiaux et objectifs par le biais d'inspections, d'aides, d'enquêtes et de formations pertinentes, opportunes et approfondies".
Depuis 1973, le poste est occupé par un òfficier de grade lieutenant général (Lt. Gen.).

## Liste
| No.    | Image                   | Grade              | Nom                                      | Date de début       | Date de fin        | Ref.  |
| ------ | ----------------------- | ------------------ | ---------------------------------------- | ------------------- | ------------------ | ----- |
| 1      |                         | Colonel            | Augustin de La Balme                     | 8 juillet 1777      | 13 février 1778    | ,     |
| 2      |                         | Major General      | Philippe Charles Tronson de Coudray (en) | 11 août 1777        | 15 septembre 1777  | ,     |
| 3      | Thomas Conway           | Major General      | Thomas Conway                            | 13 décembre 1777    | 28 avril 1778      | [ 3 ] |
| 4      | Frederick von Steuben   | Major General      | Friedrich Wilhelm von Steuben            | 28 mars 1778        | 15 avril 1784      | [ 4 ] |
| 5      | William North           | Major              | William North (en)                       | 17 avril 1784       | 28 octobre 1787    | [ 3 ] |
| –      |                         | Lieutenant         | Henry De Butts (en) intérim              | 10 mars 1792        | 23 février 1793    | [ 3 ] |
| –      |                         | Major              | Michael Rudolph (en) Acting              | 23 février 1793     | 17 juillet 1793    | [ 3 ] |
| –      | Edward Butler           | Captain            | Edward Butler (en) Acting                | 18 juillet 1793     | 13 mai 1794        | [ 3 ] |
| –      |                         | Major              | John Mills (en) Acting                   | 13 mai 1794         | 27 février 1796    | [ 3 ] |
| –      |                         | Major              | Jonathan Haskell (en) Acting             | 27 février 1796     | 1er août 1796      | [ 3 ] |
| –      | Edward Butler           | Captain            | Edward Butler (en) Acting                | 1er août 1796       | 27 février 1797    | [ 3 ] |
| –      |                         | Major              | Thomas H. Cushing (en) Acting            | 27 février 1797     | 18 juillet 1798    | [ 3 ] |
| 6      | Alexander Hamilton      | Major General      | Alexander Hamilton                       | 18 juillet 1798     | 15 juin 1800       | [ 3 ] |
| –      |                         | Major              | Thomas H. Cushing (en) Acting            | 15 juin 1800        | 2 avril 1807       | [ 3 ] |
| –      |                         | Major              | Abimael Y. Nicoll (en) Acting            | 2 avril 1807        | 28 avril 1812      | [ 3 ] |
| 7      |                         | Brigadier General  | Alexander Smyth                          | 7 juillet 1812      | 3 mars 1813        | [ 3 ] |
| 8      | Zebulon Pike            | Brigadier General  | Zebulon Pike                             | 12 mars 1813        | 27 avril 1813      | ,     |
| Vacant | Vacant                  | Vacant             | Vacant                                   | 27 avril 1813       | 9 mai 1814         | [ 3 ] |
| 9      | William H. Winder       | Brigadier General  | William H. Winder (en)                   | 9 mai 1814          | 2 juillet 1814     | [ 3 ] |
| Vacant | Vacant                  | Vacant             | Vacant                                   | 2 juillet 1814      | 22 novembre 1814   |       |
| 10     | Daniel Parker           | Brigadier General  | Daniel Parker (en)                       | 22 novembre 1814    | 1er juin 1821      | [ 3 ] |
| Vacant | Vacant                  | Vacant             | Vacant                                   | 2 juin 1821         | 25 septembre 1861  | [ 5 ] |
| 11     | Randolph B. Marcy       | Brigadier General  | Randolph B. Marcy                        | 25 septembre 1861   | 2 janvier 1881     | ,     |
| 12     | Delos B. Sacket         | Brigadier General  | Delos B. Sackett (en)                    | 2 janvier 1881      | 8 mars 1885        | [ 3 ] |
| 13     | Nelson H. Davis         | Brigadier General  | Nelson H. Davis (en)                     | 11 mars 1885        | 20 septembre 1885  | [ 3 ] |
| 14     | Absalom Baird           | Brigadier General  | Absalom Baird                            | 20 septembre 1885   | 20 août 1888       | [ 3 ] |
| 15     | Roger Jones             | Brigadier General  | Roger Jones                              | 20 août 1888        | 26 janvier 1889    | ,     |
| 16     | Joseph C. Breckinridge  | Brigadier General  | Joseph C. Breckinridge (en)              | 30 janvier 1889     | 11 avril 1903      | ,     |
| 17     |                         | Brigadier General  | Peter D. Vroom                           | 12 avril 1903       | 12 avril 1903      | ,     |
| 18     | George H. Burton        | Brigadier General  | George H. Burton (en)                    | 12 avril 1903       | 30 septembre 1906  | ,     |
| 19     | Ernest A. Garlington    | Brigadier General  | Ernest Albert Garlington (en)            | 1er octobre 1906    | 20 février 1917    | [ 6 ] |
| 20     | John L. Chamberlain     | Major General      | John L. Chamberlain (en)                 | 21 février 1917     | 6 novembre 1921    | [ 6 ] |
| 21     | Eli A. Helmick          | Major General      | Eli A. Helmick (en)                      | 7 novembre 1921     | 27 septembre 1927  | [ 6 ] |
| 22     | William C. Rivers       | Major General      | William C. Rivers (en)                   | 28 septembre 1927   | 11 janvier 1930    | [ 6 ] |
| 23     | Hugh A. Drum            | Major General      | Hugh A. Drum                             | 12 janvier 1930     | 30 novembre 1931   | [ 6 ] |
| 24     | John F. Preston         | Major General      | John F. Preston (en)                     | 1er décembre 1931   | 30 novembre 1935   | [ 6 ] |
| 25     | Walter L. Reed          | Major General      | Walter L. Reed (en)                      | 1er décembre 1935   | 23 décembre 1939   | [ 6 ] |
| 26     | Virgil L. Peterson      | Major General      | Virgil L. Peterson (en)                  | 24 décembre 1939    | 5 juin 1945        | [ 6 ] |
| 27     | Daniel I. Sultan        | Lieutenant General | Daniel I. Sultan                         | 14 juillet 1945     | 14 janvier 1947    | [ 6 ] |
| 28     | Ira T. Wyche            | Major General      | Ira T. Wyche (en)                        | 30 janvier 1947     | 30 juin 1948       | [ 6 ] |
| 29     | Louis A. Craig          | Major General      | Louis A. Craig (en)                      | 1er juillet 1948    | 31 mai 1952        | [ 6 ] |
| 30     | Daniel Noce             | Lieutenant General | Daniel Noce                              | 1er juin 1952       | 31 octobre 1954    | [ 6 ] |
| 31     |                         | Major General      | Wayne C. Zimmerman (en)                  | 1er novembre 1954   | 31 janvier 1956    | [ 6 ] |
| 32     | David Ayres Depue Ogden | Lieutenant General | David Ayres Depue Ogden (en)             | 1er février 1956    | 31 octobre 1957\|  | [ 6 ] |
| 33     |                         | Major General      | Albert Pierson (en)                      | 1er novembre 1957   | 31 juillet 1959    | [ 6 ] |
| 34     |                         | Major General      | Edward H. McDaniel (en)                  | 1er août 1959       | 30 novembre 1963   | [ 6 ] |
| 35     |                         |                    | Hiram D. Ives (en)                       | 1er décembre 1963   | 30 septembre 1965  |       |
| 36     |                         |                    | James A. Richardson III (en)             | 1er décembre 1965   | 31 octobre 1966    |       |
| 37     |                         |                    | William C. Garrison (en)                 | 1er novembre 1966   | 31 juillet 1968    |       |
| 38     |                         | Major General      | William A. Enemark (en)                  | 1er août 1968       | 1972               |       |
| 39     | Gilbert H. Woodward     | Lieutenant General | Gilbert H. Woodward (en)                 | Juin 1973           | 17 octobre 1973    |       |
| 40     |                         | Lieutenant General | Herron N. Maples (en)                    | 4 mars 1974         | 31 octobre 1976    | [ 7 ] |
| 41     | Marvin D. Fuller        | Lieutenant General | Marvin D. Fuller (en)                    | 1er novembre 1976   | 1977               | [ 7 ] |
| 42     | Richard Trefry          | Lieutenant General | Richard G. Trefry (en)                   | 1977                | 1983               |       |
| 43     |                         | Lieutenant General | Nathaniel R. Thompson Jr. (en)           | align="center" 1983 | Juin 1986          |       |
| 44     | Henry Doctor Jr         | Lieutenant General | Henry Doctor Jr. (en)                    | Juin 1986           | 1989               |       |
| 45     | Johnnie H. Corns        | Lieutenant General | Johnnie H. Corns (en)                    | Décembre 1989       | Juillet 1991       |       |
| 46     | Ronald H. Griffith      | Lieutenant General | Ronald H. Griffith (en)                  | 1991                | 1995               |       |
| 47     | Jared L. Bates          | Lieutenant General | Jared L. Bates (en)                      | 1995                | 1997               |       |
| 48     | Larry R. Jordan         | Lieutenant General | Larry R. Jordan (en)                     | 1997                | 1999               |       |
| 49     | Michael W. Ackerman     | Lieutenant General | Michael W. Ackerman (en)                 | 1999                | 2002               |       |
| 50     | Paul T. Mikolashek      | Lieutenant General | Paul T. Mikolashek (en)                  | 2002                | 2005               |       |
| 51     | Stanley E. Green        | Lieutenant General | Stanley E. Green (en)                    | Mars 2005           | Février 2008       |       |
| 52     | R. Steven Whitcomb      | Lieutenant General | R. Steven Whitcomb (en)                  | 14 février 2008     | 13 août 2010       |       |
| 53     | Peter M. Vangjel        | Lieutenant General | Peter M. Vangjel (en)                    | 14 novembre 2011    | Décembre 2014      |       |
| 54     | David Quantock          | Lieutenant General | David E. Quantock (en)                   | Décembre 2014       | Décembre 2017      | [ 1 ] |
| 55     | Leslie Smith            | Lieutenant General | Leslie C. Smith (en)                     | 7 février 2018      | 1er septembre 2021 | [ 1 ] |
| 56     | Donna Martin            | Lieutenant General | Donna W. Martin (en)                     | 2 septembre 2021    | Préesent           | [ 8 ] |